# Eric A. Christenson
Eric Alston Christenson (Westport, Connecticut, 1956-2011) fue un botánico y horticultor estadounidense.

## Biografía
Desde muy joven cultivaba un huerto familiar. Esto le condujo a un interés en las plantas silvestres, entonces dirigido a las orquídeas salvajes, y finalmente a las orquídeas tropicales. Christenson comenzó a cultivar orquídeas tropicales a la edad de 14 años y construyó un invernadero casero a sus 16.
Lleva ese interés a la Universidad de Connecticut en donde recibió el grado de estudiante en horticultura ambiental en 1977. Su consejero oficial era el Dr. G. A. L. ("Gus") Mehlquist. Bajo su dirección, se interesa en genética y el cultivo de plantas y continuó estudiando recibiendo un M.S. en genética en 1979. Mientras que era estudiante, trabajó a tiempo parcial, en el herbario de la Universidad.
Tras un corto periodo fuera de la Universidad, volvió a la UCONN en el año 1980 para conseguir un doctorado en taxonomía de orquídeas bajo la dirección de Pfeifer.
Christenson eligió una subtribu asiática extremadamente difícil y la colocó dentro del género Aerides. Después de trasladar 160 nombres ya publicados a otros géneros y 19 especies de Aerides (dos de las cuales son probablemente híbridos naturales de una sola), Christenson recibió su Ph.D. en 1986.
Christenson clarificó un caos incluso mayor en el género Saccolabium, publicado su trabajo en el boletín de Kew Gardens. Después de ganar su grado, aceptó un postgrado en el Jardín Botánico Marie Selby y después fue empleado como director de su laboratorio del cultivo y micropropagación de orquídeas.
Deja Selby en 1991 y trabajó independientemente desde entonces.
Escribió varios cientos de artículos, coautor del libro de gran formato: 800 Icones Orchidacearum Peruviarum, y dos libros: "el género Phalaenopsis" para la prensa y "Machu Picchu: Orquídeas sobre madera" para PROFONANPE (el Organismo Gubernamental de la Naturaleza NGO más importante de conservación de Perú).
Viajó frecuentemente a lo largo de su carrera, haciendo trabajo de campo y colectas de especímenes para herbario e investigaciones en herbarios en : Austria, Bélgica, Colombia, Costa Rica, Checoslovaquia, Dinamarca, el este de Malasia (Sabah), Ecuador, Inglaterra, Francia, Guyana francesa, Alemania, Guyana, India, Indonesia (Java), Italia, Nepal, Holanda, Papúa Nueva Guinea, Perú, Rusia, Escocia, Singapur, África del Sur, y Suecia.
Aunque Christenson tuvo un amplio conocimiento de las plantas, su investigación e interés se enfocó exclusivamente en las orquídeas, una necesidad dado el tamaño de la familia (estimada en unas 25.000 a 30.000 especies) y su literatura especializada. Al dar una conferencia describía su interés de investigación enfocado monográficamente en la subtribu Aeridinae del Viejo Mundo, interés florístico en las orquídeas del nuevo mundo, y también su interés en general en las especies cultivadas a través del mundo.
Mientras que publicó nuevos géneros, y transfirió especies errantes, su tema de pasión de estudio fue la taxonomía a nivel de especie incluyendo el uso de nombres a través del método de tipificación. A tal efecto, visitó la mayoría de los herbarios significativos en el mundo (con las excepciones de Pekín y de Calcuta) y anotó y/o fotografió especímenes críticos.
El aspecto relacionado pero igualmente importante de su trabajo fue definir exactamente las distribuciones para los propósitos de la conservación. Esto especialmente en la familia de la orquídea, las distribuciones de la especie son vagas en el mejor de los casos y son a menudo mal incluidas debido a las sinonimias previamente adjudicadas. El tiempo ha demostrado que solamente los datos basados en especímenes son viables y que los datos necesitan ser reexaminados a la luz de clasificaciones actualizadas.
Como su archivo personal se fue incrementando con sus esfuerzos a lo largo del tiempo, se implicó más en la escritura de sinopsis de género también conocida como florula. En la familia de las orquídeas es usual que muchos géneros tengan escrito sobre su posición nada más que lo poco publicado inicialmente. Christenson recurrió a la escritura de una sinopsis, cuando faltaba una descripción más extensa y no desperdiciando el tiempo en una revisión o monografía, siendo capaz de utilizar su mejor talento en producir un armazón sistemático, donde no existía ninguno anteriormente, para que otro estudioso pueda continuar la labor. Las florulas tienen una ventaja similar sobre los estándares de las floras en que se pueden terminar en un razonable período sin que se tenga que efectuar un muestreo adicional. Su libro Machu Picchu es la única florula de orquídeas existente para Perú y la primera enumeración generada para el santuario de Machu Picchu que está directamente ligada con especímenes y/o fotografías.
El concurrente con esos intereses es un acercamiento pragmático a la conservación de las orquídeas que incluye esfuerzos en horticultura ex situ. La familia entera de las Orchidaceae, está incluida en el apéndice II y +/- 150 especies están incluidas en el apéndice I del CITES. Con conferencias y artículos frecuentes, las tentativas de Christenson son las de tender un puente sobre la distancia entre la botánica y la horticultura, y viceversa, para su ventaja mutua.
Apenas como él puede traer datos ecológicos a los cultivadores que se especializan en orquídeas raras, tengan también material fresco proporcionando a esos cultivadores las plantas raras que han demostrado ser especies nuevas para la ciencia, para facilitar su propagación y evitar una posible perdida por extinción. Christenson trae una voz única al tema, debido a su sólida formación en horticultura, taxonomía, y las operaciones cotidianas de un laboratorio del micropropagación.

## Obra y publicaciones
- Icones Orchidacearum Peruviarum Eric A. Christenson (1993)
- "Sob. boliviensis," Eric A. Christenson (2003?), in: Orchid Review - en prensa
- "Three Sobralias New to Peru," Eric A. Christenson. Nov 2002. En: Orchids 71:11 (994-1001). [Una nueva especie de Sobralia de Perú se describe: Sobralia turkeliae y dos otras nuevas de Perú se documentan: Sobralia caloglossa; Sobralia mandonii]. Orchid Digest 64(1):24-25. [Fotos Color de Sobralia oliva-astevae, S. valida]
- "Orchidaceae," Eric A. Christenson (1997) in: Guide to the Vascular Plants of Central French Guiana, Part 1. Pteridophytes, Gymnosperms, and Monocotyledons, Memoirs of the New York Botanical Garden 76(1): 286-342. [Foto Color e ilustraciones de Elleanthus caravata; tb. E. graminifolius, y una desconocida "sp. 1"] [Palmorchis pabstii; prospectorum] Sobralia fragrans; suaveolens; yauaperyensis; desconocida "sp. 1", no Sobralia illus.]
- "________," Eric A. Christenson (1991) en: Lindleyana 6:131. [determinación de Sobralia panamensis lectotipo]
- "ORCHIDACEAE of the Guianas", Eric A. Christenson & J.K. Boggan (1996) in: "Checklist of the Plants of the Guianas". [Sobralia crocea, Sobralia fimbriata, Sobralia fragrans, Sobralia infundibuligera, Sobralia liliastrum, Sobralia macrophylla, Sobralia oliva-estevae, Sobralia sclerophylla, Sobralia sessilis, Sobralia stenophylla, Sobralia suaveolens, Sobralia valida, Sobralia violacea, Sobralia yauaperyensis]

- La abreviatura «Christenson» se emplea para indicar a Eric A. Christenson como autoridad en la descripción y clasificación científica de los vegetales.[1]En las colecciones de especímenes de herbario su nombre se encuentra asociado como:
- Dressler & Christenson
- Christenson, Lefor & R.Piacentini
- Christenson, U.Alvarado, C.Macedo, L.Paima, M.Turkel & R.Villena R.
- Beaman, T.E.Beaman & Christenson